# NGC 4160
NGC 4160 je jedan do danas nepotvrđen objekt u zviježđu Lovačkim psima. Sva promatranja poslije nisu na tom položaju uočila nikoji objekt. 

## Vanjske poveznice
- (eng.) SEDS: NGC 4160
- (eng.) Revidirani Novi opći katalog
- (eng.) Izvangalaktička baza podataka NASA-e i IPAC-a
- (eng.) Astronomska baza podataka SIMBAD
- (eng.) VizieR